# Stefan Heym

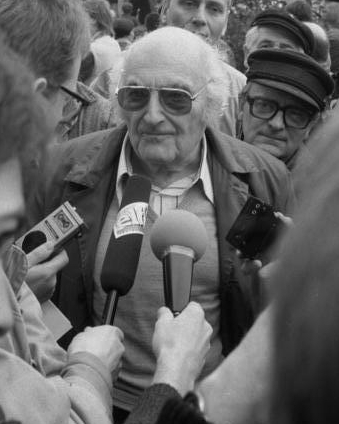
Stefan Heym med journalister 1989

Stefan Heym (pseudonym för Helmut Flieg) född 10 april 1913 i Chemnitz, död 16 december 2001 i Israel, var en tysk författare.
Heym flydde till Tjeckoslovakien 1933 och sedan vidare till USA där han deltog som officer vid landstigningen i Normandie 1944. Efter kriget arbetade han som journalist. Han lämnade USA och slog sig ner i DDR 1953. Där hade han problem med att få publicera sina böcker. 1994 valdes han in i tyska förbundsdagen som representant för Partei des Demokratischen Sozialismus.